# Argostemma lobbii
Argostemma lobbii là một loài thực vật có hoa trong họ Thiến thảo. Loài này được Hook.f. mô tả khoa học đầu tiên năm 1880.